# Герлах Адолф фон Мюнхаузен
Герлах Адолф фон Мюнхаузен (на немски: Gerlach Adolf Freiherr von Münchhausen; * 5 октомври 1688 в Берлин; † 26 ноември 1770 в Хановер) е фрайхер от „черната линия“ на благородническия род „Мюнхаузен“. Той е министър при курфюрст Джордж II на Курфюрство Хановер. През 1734 г. той е основател на Георг-Август-Университет Гьотинген. От 1753 г. той е камера президент, отговаря за ресурсите финанси. При Джордж III той става 1765 г. премиер-министър.
Той е син (четвъртото дете) на Герлах Хайно фон Мюнхаузен (1652 – 1710), главен щалмайстер на Фридрих I от Прусия, и съпругата му Катарина София фон Зелмниц (1665 – 1735) от род Щайнбург, наследничка на имението в Щраусфурт (Тюрингия). Той е чичо на прочутия Барон Мюнхаузен (1720 – 1797), втори братовчед на баща му. Той има единадесет братя и сестри. Брат е на Ернст Фридеман (1686 – 1776), саксонски-ваймарски дворцов маршал, и Филип Адолф (1694 – 1762), който става хановерски държавен министър.
Герлах Адолф фон Мюнхаузен следва от 1707 г. в Йена, 1710 г. в Хале, и 1711 г. в Утрехт. Герлах Адолф наследява през 1710 г. Щраусфурт; 1735 г. той престроява (или съпругата му) тамошния замък на бароков дворец с голям парк. През 1760 г. той наследява заедно с братята си „Алтхауз“ в Лайцкау също и Хобек.
Герлах Адолф фон Мюнхаузен умира без наследници на 26 ноември 1770 г. в Хановер. Щраусфурт и Алтхауз Лайцкау отиват на племенника му Георг (1754 – 1800), третият син на малкия му брат Филип Адолф (1694 – 1762).
Герлах Адолф фон Мюнхаузен е погребан при втората му съпруга Кристиана Луция фон дер Шуленбург в дворцовата църква в Нойщат в Хановер, съвсем близо до служебното му жилище, „Оснабрюкер Хоф“.

## Фамилия
Герлах Адолф фон Мюнхаузен се жени през 1715 г. за Вилхелмина София фон Вангенхайм (1701 – 1750) от Тюнгеда; техните два сина умират малки.
Герлах Адолф фон Мюнхаузен се жени втори път 1755 г. за Кристиана Луция фон дер Шуленбург (1718 – 1787), дъщеря на сестра му София Магдалена фон Мюнхаузен (1688 – 1763) и пруския генерал-лейтенант на кавалерията Ахац фон дер Шуленбург (1669 – 1731). Бракът е бездетен.